# 夏井重雄
夏井 重雄（なつい しげお）は、日本の外交官。2008年（平成20年）6月18日から2010年（平成22年）8月20日までカザフスタン駐箚特命全権大使。

## 人物・経歴
東京都出身。埼玉大学中退。1970年（昭和45年）外務省に入省する。ソ連大使館、外務省ソヴィエト連邦課、サンフランシスコ総領事館などで勤務する。1996年（平成8年）ベラルーシ臨時代理大使。1999年（平成11年）外務省欧州局ロシア課企画官。2001年（平成13年）欧州局新独立国家室長。2003年（平成15年）8月、ユジノサハリンスク総領事を経て、2008年（平成20年）6月18日から2010年（平成22年）8月20日までカザフスタン駐箚特命全権大使。退官後は筑波大学客員教授や日露青年交流センター事務局長、フクシマ・チェルノブイリ交流協会上級顧問などを務めた。

## 受章
- 2020年11月　瑞宝中綬章受章[3][4]

## 同期
- 西田恒夫（10年国連大使・07年駐カナダ大使・05年外務審議官（政務担当））
- 安藤裕康（11年国際交流基金理事長・08年駐伊大使）
- 原聰（08年関西担当大使・05年駐ポルトガル大使・01年駐ブルネイ大使）
- 上野景文（杏林大学客員教授・06年駐バチカン大使・01年駐グアテマラ大使）
- 大木正充（07年駐アゼルバイジャン兼グルジア大使・04年駐クウェート大使・駐イエメン大使）
- 小溝泰義（13年広島平和文化センター理事長・10年駐クウェート大使）
- 河東哲夫（02年駐ウズベキスタン大使）
- 駒野欽一（10年駐イラン大使・06年駐エチオピア兼ジブチ大使・02年駐アフガニスタン大使）
- 石榑利光（11年駐スロベニア大使）
- 城守茂美（13年駐スロベニア大使）
- 柴崎二郎（10年駐ニカラグア大使）